# Laughter
Laughter ist eine US-amerikanische Filmkomödie aus dem Jahr 1930.

## Handlung
Die frühere Tänzerin Peggy Gibson ist mit dem älteren und wohlhabenden Händler C. Mortimer Gibson verheiratet. Ein Jahr später passieren drei Ereignisse nahezu gleichzeitig. Der in Peggy verliebte Bildhauer Ralph Le Saint will sich aus Frust das Leben nehmen. Der ebenso in Peggy verliebte Pianist Paul Lockridge kommt aus Paris zurück und bietet ihr eine Partnerschaft an. Marjorie, die Tochter des Händlers kehrt von ihrer Ausbildung zurück.
Marjorie und Ralph sind ein Paar geworden. Für ihren Vater ist die turbulente Beziehung der beiden eine Quelle ständigen Ärgers. Paul indessen fleht Peggy an, mit ihm nach Paris zu gehen. Sie sei reich, stinkreich. Sie sei nicht lebendig. Sie brauche das Lachen um wieder ins Reine zu kommen. Doch Peggy lehnt ab. Als Marjorie plant, mit Ralph durchzubrennen, führt Peggy diesen als Glücksritter vor. Entlarvt begeht er Selbstmord.
Peggy gesteht ihrem Mann, wie unglücklich sie insgeheim sei und begleitet Paul nach Paris.

## Hintergrund
Der Film ist einer von über 700 Produktionen der Paramount Pictures, die zwischen 1929 und 1949 gedreht wurden, und deren Fernsehrechte 1958 an Universal Pictures verkauft wurden. Die Uraufführung fand am 25. September 1930 statt.

## Kritiken
Mordaunt Hall von der New York Times befand, das fidele Durcheinander weise in hohem Maße klugen Nonsens, Drama und Satire auf. Variety lobte Fredric March, der allen anderen die Show stehle. Channel 4 sah in dem Film eine romantische Komödie mit gelegentlichen dunklen Untertönen. Der „wahre Star“ des Films sei das „geistreiche Drehbuch“.

## Auszeichnungen
Bei der Oscarverleihung 1931 waren Harry d’Abbadie d’Arrast, Douglas Z. Doty und Donald Ogden Stewart für den Oscar in der Kategorie Beste Originalgeschichte nominiert.